# 1121
| Calendário gregoriano                                                        | 1121 MCXXI                                           |
| Ab urbe condita                                                              | 1874                                                 |
| Calendário arménio                                                           | 570 – 571                                            |
| Calendário bahá'í                                                            | -723 – -722                                          |
| Calendário budista                                                           | 1665                                                 |
| Calendário chinês                                                            | 3817 – 3818 Início a 22 de janeiro (aproximadamente) |
| Calendário copta                                                             | 837 – 838                                            |
| Calendário etíope                                                            | 1113 – 1114                                          |
| Calendários hindus - Vikram Samvat - Calendário nacional indiano - Cáli Iuga | 1176 – 1177 1042 – 1043 4221 – 4222                  |
| Calendário Holoceno                                                          | 11121                                                |
| Calendário islâmico                                                          | 515 – 516                                            |
| Calendário judaico                                                           | 4881 – 4882                                          |
| Calendário persa                                                             | 499 – 500                                            |
| Calendário rúnico                                                            | 1371                                                 |
| Calendário solar tailandês                                                   | 1664                                                 |

1121 (MCXXI, na numeração romana) foi um ano comum do século XII do Calendário Juliano, da Era de Cristo, a sua letra dominical foi B (52 semanas), teve início a um sábado e terminou também a um sábado.
No território que viria a ser o reino de Portugal estava em vigor a Era de César que já contava 1159 anos.

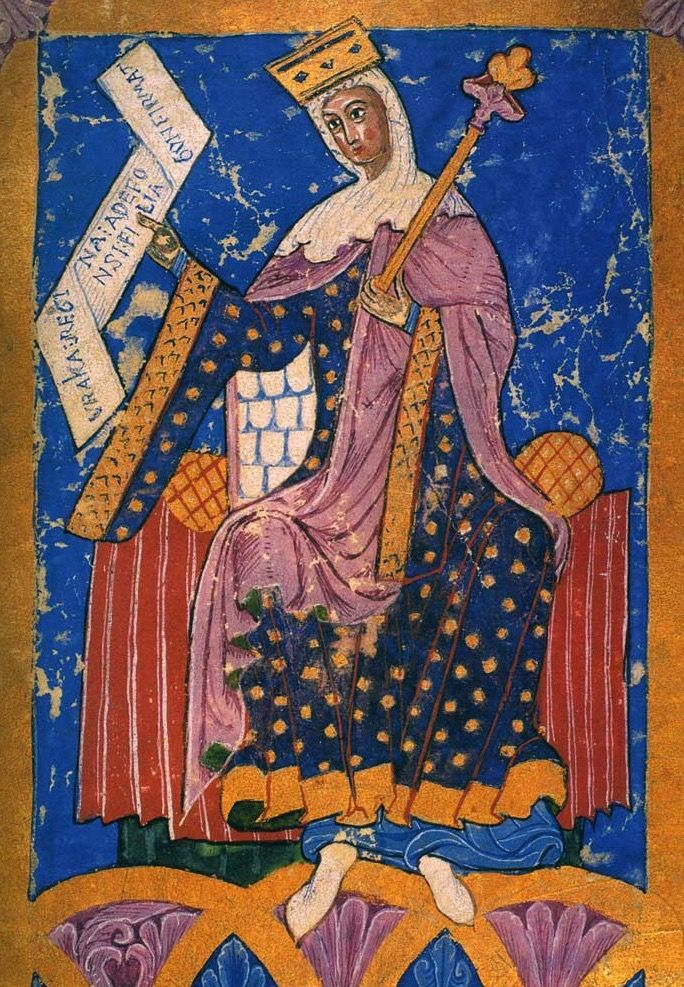
Rainha Urraca I de Leão e Castela. Miniatura medieval.

| Ano completo                   |
| ------------------------------ |
| Ano comum com início ao sábado |

## Eventos
- D. Afonso II entra em Portugal, em missão de soberania, no séquito da mãe, D. Urraca.
- Início do desempenho de funções governativas no Condado Portucalense, por Fernão Peres de Trava, membro eminente da nobreza galega que desempenhou funções militares de vigilância junto à fronteira muçulmana e terá vivido maritalmente com D. Teresa. O seu papel preponderante na corte portucalense afastou dela os principais membros da nobreza nacional, acentuou a oposição do arcebispo de Braga, grande adversário de Diego Gelmírez, e acabou por suscitar a revolta aberta dos barões portucalenses quando estes obtiveram o apoio do infante Afonso Henriques.
- Viagem de Paio Mendes, arcebispo de Braga, a Roma para defender os seus direitos contra o arcebispo de Santiago de Compostela, tendo em Junho conseguia o reconhecimento papal dos direitos metropolíticos sobre as dioceses de Viseu, Lamego e Idanha que pertenciam anteriormente a província de Mérida, e que deviam ser, por isso, teoricamente sufragâneas de Compostela. No regresso da sua viagem, Foi preso por D. Teresa, conseguindo a sua libertação graças a intervenção do papa.
- Afastamento da corte de D. Teresa dos representantes das mais poderosas e prestigiadas famílias nobres do Condado Portucalense, nomeadamente os Senhores de Sousa, os Senhores de de Ribadouro, os Senhores da Maia e ainda de Sancho Nunes de Barbosa, um nobre de origem galega, todos favorecidos pelo conde D. Henrique com cargos da maior confiança.
- Invasão e saque de Portugal pelas tropas de D. Urraca, rainha do Reino de Leão e do Reino de Castela e de Diego Gelmírez, arcebispo de Compostela. É datado deste ano a primeira batalha naval de Portugal no Rio Minho entre as forças de D. Urraca e D. Teresa.
- Este facto foi de grande humilhação para D. Teresa, que teve de recuar e de se refugiar no Castelo de Lanhoso, onde acabou por se submeter a sua irmã D. Urraca.